# Correbidia terminalis
Correbidia terminalis là một loài bướm đêm thuộc phân họ Arctiinae, họ Erebidae.